# Eduard Navarro Giménez
Eduard Navarro Giménez (Manises, País Valencià) és un multiinstrumentista valencià, intèrpret i compositor de música antiga i tradicional. Entre els instruments que toca destaquen instruments de vent tradicionals com la dolçaina, la xeremia, el sac de gemecs, la tarota i el duduk, així com instruments de corda pinçada i de rondalla com el llaüt, la bandúrria, la mandolina i l'ud.
Va ser un dels fundadors del grup de música tradicional Tres Fan Ball. Junt amb Efrén López i Dídac Palau (també membre de Tres Fan Ball) va formar l'agrupació la Banda de l'Agredolç. Posteriorment va formar part del grup Solatge, els quals van gravar dos discos amb la cantant Mara Aranda, fent-se càrrec Eduard Navarro de la major part de la composició i arranjaments. També ha liderat diversos projectes musicals com el Eduard Navarro Trio i el Ensemble Duna, així com ha format part del grup grup Krama.
N'ha gravat més de 40 discos, realitzat gires per més de 16 països, i col·laborat amb diversos artistes i formacions del panorama musical valencià, com són L'Ham de Foc, Capella de Ministrers, Miquel Gil, Josep Aparicio Apa, Al Tall, i Urbàlia Rurana. Imparteix classes de dolçaina, sac de gemecs i tarota en diverses escoles de música i colles dolçaineres. N'ha publicat el llibre Recull per a dolçaina 1, amb arranjaments per a dolçaina de diversos repertoris tradicionals.